# 熊本市立出水南中学校
熊本市立出水南中学校（くまもとしりつ いずみみなみちゅうがっこう）は、熊本県熊本市中央区出水七丁目にある公立中学校。通称は「いずなん」。

## 概要
校門付近には、校訓になぞらえた「創造の木」「誠実の木」「勤労の木」という名の3本のフェニックスが植えてある。

## 沿革
- 1983年（昭和58年） - 熊本市立出水中学校、熊本市立湖東中学校より分離し開校

## 歴代校長
- 初代校長：弓削淳昌
- 現校長：田中慎一朗

## 委員会
- 生活委員会
- 文化委員会
- 体育委員会
- 緑化委員会
- 保健委員会
- 図書委員会
- 給食委員会
- 安全委員会
- 整美委員会
- 放送委員会

### 運動部
- 水泳部
- サッカー部
- ソフトテニス部（男子・女子）
- バレー部（女子）
- 卓球部（男子・女子）
- 野球部
- バスケット部（男子・女子）

### 文化部
- 吹奏楽部
- 美術部

## 著名な出身者
- 木原稔（政治家、防衛大臣、衆議院議員）
- 橋口海平（政治家、熊本県議会議員）
- 尾田栄一郎（漫画家）
- 片岡安祐美（女子野球選手）
- 平島久照（ラグビー選手、ラグビーワールドカップ2011日本代表）
- 浦川泰幸（朝日放送テレビアナウンサー）

## 学校周辺
- ゆめタウンはません
- 熊本県立湧心館高等学校
- 熊本県立熊本支援学校
- 国道57号